# Kölner Wurst
Die Kölner Wurst war eine spezielle Wurst, die von Konrad Adenauer 1916 aufgrund der Fleischknappheit im Ersten Weltkrieg erfunden wurde. Sie wird auch Adenauer-Wurst genannt.
Als stellvertretender Oberbürgermeister von Köln war er für die Versorgung der Bevölkerung zuständig.
Die von ihm erfundene Sojawurst, auch Friedenswurst genannt, war ein fester Belag aus Soja und Gewürzen. Mit dem hohen Proteingehalt von Soja sollte das Protein im Fleisch ersetzt werden. Das Verfahren zur Geschmacksverbesserung von eiweißreicher und fetthaltiger Pflanzenmehle und zur Herstellung von Wurst konnte in Deutschland nicht patentiert werden, sondern nur im Vereinigten Königreich, in Belgien, Dänemark, der Schweiz, den Niederlanden und Österreich. Mit den deutschen Lebensmittelvorschriften war die Sojawurst nicht vereinbar.
Adenauer war Enkel und Urenkel einer Bonner Bäckerfamilie. Gemeinsam mit der Rheinischen Brotfabrik entwickelte er schon 1915 auch ein Brot aus Mais-, Gersten- und Reismehl sowie aus Kleie.